# Nußlachhof
Der Weiler Nußlachhof (alt. Nußlacher Hof oder Nußlacherhof) ist ein Gemeindeteil der Stadt Burgau im schwäbischen Landkreis Günzburg (Bayern) und hatte bei der Volkszählung 1987 fünf Gebäude mit Wohnraum mit 14 Einwohnern.

## Lage
Er liegt an der Kammel, etwa zwei Kilometer südwestlich von Burgau auf der Gemarkung Großanhausen.